# Armoiries du Soudan du Sud
Les armoiries du Soudan du Sud ont été adoptées le 9 juillet 2011 lors de l'indépendance du pays vis-à-vis du Soudan.

## Histoire

### Gouvernement autonome du Soudan du Sud
Le Gouvernement autonome du Soudan du Sud, ayant existé entre 2005 et 2011, possédait des armoiries identiques de celles du Soudan à l’exception faite du rajout de légendes : GOVERNMENT OF SOUTHERN SUDAN et GOSS (son acronyme). Les armoiries représentaient un Messager sagittaire portant un bouclier traditionnel. Deux banderoles étaient placées au-dessus et en dessous de l'oiseau. Celle du haut de celui-ci montrait la devise nationale du Soudan : Al-nasr lana النصر لنا ((fr) « La victoire est nôtre ») et celle du bas reprenait le nom du pays en anglais : Republic of the Sudan.
D'autres armoiries, non officielles, ont été utilisées par certains bureaux du gouvernement autonome. Celles-ci étaient similaires à ses pays voisins, le Kenya et l'Ouganda. Il représentait un bouclier aux couleurs du drapeau sud-soudanais, traversé par deux lances. Le bouclier était soutenu à sa gauche par un Bec-en-sabot du Nil et à sa droite par un Rhinocéros. Le Nil était représentée sous le bouclier ainsi qu'une devise un listel: Justice - Equality - Dignity (en français « Justice - Égalité - Dignité »).

Armoiries du gouvernement autonome du Soudan du Sud (2005-2011)
Armoiries non officielles du gouvernement (2005-2011)

### République du Soudan du Sud
Les armoiries actuelles du pays ont été approuvées par le conseil du Gouvernement autonome du Soudan du Sud en avril 2011 et par l'Assemblée législative du Soudan du Sud en mai 2011.
Elles se composent d'un Aigle pêcheur d'Afrique debout contre un bouclier traditionnel et de deux lances. La tête de l'aigle est orientée à gauche, ses ailes sont déployées et celui-ci tient dans ses pattes, un listel sur lequel est inscrit le nom de l'état Republic of South Soudan (en français : « République du Soudan du Sud »). La signification de l'aigle est sa force, sa résistance et celle du bouclier représente la protection de l'État.